# 东海大学工艺短期大学
东海大学工艺短期大学（日语：／ Tōkai Daigaku Kōgei Tanki Daigaku *）是过去一所位于日本北海道旭川市的私立短期大学。

## 概要

### 简介
- 学校法人东海大学经营短期大学之一了、短期大学为于1972年开办。以后招収男女学生到1976年[1]、正式停办于1980年[2]。现在、学校法人东海大学有三个短期大学即东海大学短期大学部、东海大学医疗技术短期大学、东海大学福冈短期大学[3]

### 历史
- 1972年 东海大学工艺短期大学成立并同时设置工艺学系[1]。招収100个男女学生、有109个人（男96、女13）[4]
- 1976年 最后一年招生、次年停止招生（正式停办于1980年1月7日[2]）。

## 学校环境
- 校区：在了北海道旭川市[注 1]

## 历任校长
- 松前重义：历任短期大学校长从开办到停办[4][5]。

## 组织

### 学科
- 工艺学系

### 专科
| - 无 |

### 业余课程
| - 无 |

## 相关链接
- 日本短期大学列表
- 东海大学短期大学部
- 东海大学医疗技术短期大学
- 东海大学福冈短期大学